# Vestiges de Roknia
Les vestiges de Roknia sont un ensemble de mégalithes situés à Roknia, dans la wilaya de Guelma, dans le Nord-Est de l'Algérie. Cet ensemble compte plus de 3 000 dolmens (on en trouve 4 500 sur tout le territoire français à titre de comparaison), disposés sur une longueur d'environ 2 km sur le bord d'une falaise.
Le site est classé monument historique d'Algérie le 20 décembre 1967. Aucune fouille archéologique n'a cependant été effectuée depuis l'indépendance de l'Algérie. Une clôture et une entrée furent dressées dans les années 1980, mais ont été détruites depuis. Seul un gardien a la charge de surveiller l'intégralité du site.

## Description
Les mégalithes de Roknia sont constitués principalement de dolmens, formant une nécropole préhistorique.
Lors des fouilles de Jules René Bourguignat en 1868, on y a trouvé des ossements, des poteries et des bijoux, sous une forme rappelant la culture mégalithique de l'Europe Atlantique.
Les artefacts trouvés à Roknia sont conservés au musée du Bardo à Alger et à Saint-Germain-en-Laye en France.